# Синдром Ачора — Сміта
Синдром Ачора—Сміта (англ. Achor-Smith syndrome) — синдром харчової недостатності зі значним зниженням у крові рівня калію.

## Етимологія
Названий на честь американських лікарів Річарда Акора (англ. Richard William Paul Achor) і Люсіана Сміта (англ. Lucian A. Smith), які вперше описали синдром у 1955 році.

## Етіологія
Тривале голодування із припиненням надходження калію в організм, що призводить до тяжкого дефіциту, порушення багатьох функцій та роботи органів і систем.

## Клінічні ознаки
Розвивається:
- анемія,
- тяжка діарея,
- дегенерація м'язів,
- ниркова недостатність,
- різноманітні авітамінози.

## Діагностика
При дослідженні крові виявляють гіпокаліємію, ахлоргідрію, гіпохлоремічний алкалоз та гіпокальціємію, підвищення рівня сечовини і креатиніна, підвищення рівня pH.

## Лікування
Негайне припинення голодування, відшкодування тих дефіцитів, що мають місце шляхом виключно внутрішньовенного введення необхідних мікроелементів, харчових речовин, вітамінів тощо. Лікування має проводитися виключно у відділеннях загальної реанімації та інтенсивної терапії.